# Pekuncen (Bugulkidul)
Pekuncen is een bestuurslaag in het regentschap Pasuruan van de provincie Oost-Java, Indonesië. Pekuncen telt 2477 inwoners (volkstelling 2010).